# Alue Anou Timur
Alue Anou Timur is een bestuurslaag in het regentschap Aceh Utara van de provincie Atjeh, Indonesië. Alue Anou Timur telt 548 inwoners (volkstelling 2010).